# Округ Далас (Ајова)
Округ Далас (енгл. Dallas County) је округ у америчкој савезној држави Ајова.

## Демографија
По попису из 2010. године број становника је 66.135, што је 25.385 (62,3%) становника више него 2000. године.
| Група             | 2000.          | 2010.          |
| Белци             | 37.658 (92,4%) | 58.630 (88,7%) |
| Афроамериканци    | 300 (0,7%)     | 918 (1,4%)     |
| Азијати           | 282 (0,7%)     | 1.662 (2,5%)   |
| Хиспаноамериканци | 2.199 (5,4%)   | 4.059 (6,1%)   |
| Укупно            | 40.750         | 66.135         |